# Nämnder för alternativ tvistlösning
Nämnder för alternativ tvistlösning avser nämnder i Sverige som löser tvister mellan en konsument och en näringsidkare utanför domstol.
De nämnder som är godkända och registrerade hos Kammarkollegiet är:
- Allmänna reklamationsnämnden (ARN)
- Fastighetsmarknadens Reklamationsnämnd (FRN)
- Nämnden för Rättsskyddsfrågor
- Personförsäkringsnämnden
- Sveriges advokatsamfunds Konsumenttvistnämnd ("Advokatsamfundets Konsumenttvistnämnd")
- Sveriges Begravningsbyråers Förbunds Reklamationsnämnd
- Trafikskadenämnden

## Rererenser
1. ↑  "Nämnder för alternativ tvistlösning Arkiverad 14 januari 2017 hämtat från the Wayback Machine.", forsakringsnamnder.se. Åtkomst den 26 maj 2017.
2. ↑  "Godkända nämnder Arkiverad 26 maj 2017 hämtat från the Wayback Machine.", kammarkollegiet.se. Åtkomst den 26 maj 2017.